# Кіїминський район
Кіїминський район (каз. Қима ауданы) — адміністративно-територіальна одиниця Тургайської та Целиноградської областей, що існувала в 1970—1997 роках.
Адміністративний центр — село Кіїма.

## Історія
Район утворений Указом Президії Верховної Ради Казахської РСР від 4 грудня 1970 року з адміністративним центром у селі Кіїма.
Указом Президії Верховної Ради Казахської РСР від 2 червня 1988 року — Тургайська область скасована. Район включений до складу Целиноградської області.
Постановою Президії Верховної Ради Казахської РСР від 17 серпня 1990 «Про відновлення Тургайської області у складі Казахської РСР», — знову у складі Тургайської області.
Указом Президента Республіки Казахстан від 22 квітня 1997 року № 3466 «Про заходи щодо оптимізації адміністративно-територіального устрою Республіки Казахстан» — Тургайська область скасована. Район включений до складу Акмолінської області.
Указом Президента Республіки Казахстан від 23 липня 1997 № 3604 «Про скасування Жанадалинського та Кіїминського районів Акмолінської області» — район скасований.
Постановою Уряду Республіки Казахстан від 24 липня 1997 року № 1172 "Про заходи щодо реалізації Указу Президента Республіки Казахстан «Про скасування Жанадалинського та Кіїминського районів Акмолінської області» — територія Кіїминського району була включена до складу Жаксинського району.
Відповідно до Всесоюзного перепису населення 1989 року за Казахською РСР, район включав 11 сільрад: Алгабаську, Балталінську, Біловодську, Єсільську, Жанакіїминську, Запорізьку, Ішимську, Кенаральську, Кіїминську, Лозовську, Терсаканську.

## Населення
За даними Всесоюзного перепису населення 1979 року, у Кіїминському районі проживало 20 271 особа або 7,56 % населення області. У статевому складі чоловіки становили 9929 чол. або 48,98 %, жінки — 10342 чол. або 51,02 %. Міського населення не було.
За даними Всесоюзного перепису населення 1989 року, у Кіїминському районі проживало 21 110 осіб або 2,11 % населення області. У статевому складі чоловіки становили 10519 чол. або 49,83 %, жінки — 10591 чол. або 50,17 %. Міського населення не було.